# HD 162020
HD 162020是一顆位於天蠍座的橙矮星，有一顆棕矮星伴星。

## HD 162020 b
HD 162020 b是一顆質量至少為木星15倍的棕矮星，但因為不知道軌道傾角而無法得知真實質量。這個類行星（planetar）的軌道相當靠近母恆星，半長軸只有0.075天文單位。除此之外，它的軌道離心率0.277，因此和母恆星距離在0.054到0.096天文單位之間變化。它使母恆星徑向速度變化的半振幅達到1813 m/s。該天體於2000年5月4日由日內瓦系外行星搜尋計劃宣布發現。

## 外部連結
- . The Extrasolar Planets Encyclopaedia.   [December 21, 2007]. （原始内容存档于2012-02-10）.
- . The Extrasolar Planets Encyclopaedia.   [December 21, 2007]. （原始内容存档于2012-06-02）.
- . Extrasolar Visions.   [December 21, 2007]. （原始内容存档于2011年6月5日）.
- . Extrasolar Visions.   [December 21, 2007]. （原始内容存档于2011年6月5日）.
- . SIMBAD.   [December 21, 2007]. （原始内容存档于2016-03-04）.
- . SIMBAD.   [December 21, 2007]. （原始内容存档于2016-03-04）.